# Tajuria dacia
Tajuria dacia är en fjärilsart som beskrevs av Druce 1896. Tajuria dacia ingår i släktet Tajuria och familjen juvelvingar. Inga underarter finns listade i Catalogue of Life.